# Peillac
Peillac település Franciaországban, Morbihan megyében. Lakosainak száma 1865 fő (2022. január 1.). Peillac Les Fougerêts, Saint-Vincent-sur-Oust, Saint-Jacut-les-Pins, Malansac, Saint-Gravé, Saint-Martin-sur-Oust és La Gacilly községekkel határos.

## Népesség
A település népességének változása:
| Lakosok száma | 1536 | 1736 | 1694 | 1791 | 1859 | 1861 | 1858 | 1847 | 1840 | 1865 |
|               | 1968 | 1982 | 1990 | 2006 | 2013 | 2015 | 2017 | 2019 | 2020 | 2022 |